# Krakowski Związek Filatelistów
Krakowski Związek Filatelistów, Krakowskie Towarzystwo Filatelistyczne – organizacja filatelistyczna powstała w 1918 z inicjatywy Stanisława Adamskiego, oraz m.in. L. Tomasika (przewodniczący), A. Chmurskiego (sekretarz) oraz M.M. Urbańskiego.
Związek zajmował się organizacją spotkań wymiennych, odczytami, polskim nazewnictwem filatelistycznym, ochroną przed fałszerstwami znaczków przedrukowanych. W 1922 liczył 244 członków. W 1934 zmieniona nazwę na Krakowskie Towarzystwo Filatelistyczne. W okresie okupacji (1939–1945) działalność zawieszono, reaktywacja nastąpiła 8 kwietnia 1945 pod nazwą Polskiego Towarzystwa Filatelistycznego, które w 1950 przekształciło się w oddział Polskiego Związku Filatelistów.